# NGC 7312
NGC 7312 este o galaxie situată în constelația Pegas. A fost descoperită în 30 octombrie 1863 de către Albert Marth. Se află la o distanță de 181,13 de megaparseci de Pământ.